# Place Vendôme
Pour les articles homonymes, voir Place Vendôme (homonymie), Vendôme (homonymie) et Place Louis-le-Grand.
La place Vendôme (ainsi nommée depuis 1799, après avoir porté successivement les noms de place des Conquêtes, de place Louis-le-Grand à partir de 1699 puis de place des Piques à partir de 1792) est une place de Paris, située dans le 1er arrondissement.
Avec la place des Vosges, la place Dauphine, la place des Victoires et la place de la Concorde, elle est l'une des cinq places royales de la ville.
Son architecture est due à l'architecte Jules Hardouin-Mansart qui conçoit, en 1699, un plan d'urbanisme strict auquel doivent se conformer les propriétaires des immeubles. Une grande partie des façades est classée monument historique. En son centre se trouve la colonne Vendôme, une colonne de bronze faite à partir de, dit-on, 1200 canons récupérées à l'ennemi et fondues selon une décision de Napoléon, édifiée en 1810, abattue par les communards, reconstruite ensuite.
Typique de l'urbanisme classique français, c'est une des places de Paris les plus célèbres et considérée comme l'une des plus luxueuses du monde.
Avant de devenir un lieu central de l’époque contemporaine pour la joaillerie, la place Vendôme est, avec la rue de la Paix, l'épicentre de l'élégance parisienne durant un demi-siècle, comptant nombre de couturiers ou modistes.
L’hôtel de Bourvallais, situé au no 13, est le siège du ministère de la Justice, parfois désigné par métonymie « la place Vendôme ».

## Situation et accès
La place se trouve au nord du jardin des Tuileries, au sud de l'opéra Garnier et à l’est de l’église de la Madeleine et est le point de convergence de deux axes, la rue de la Paix, au nord et la rue de Castiglione, au sud.
Plusieurs stations de métro se trouvent à proximité du site :
- Madeleine (lignes 8, 12 et 14),
- Pyramides (lignes 7 et 14),
- Tuileries (ligne 1),
- Concorde (lignes 1, 8 et 12).

## Origine du nom
Son nom lui vient du vaste hôtel de Vendôme et de ses jardins, à l'emplacement desquels est construite la place. Il avait été bâti pour César de Vendôme, fils légitimé qu'Henri IV avait eu de Gabrielle d'Estrées.

## Historique
En 1677, un groupe de spéculateurs, parmi lesquels l'architecte Jules Hardouin-Mansart, a la première idée de la place Vendôme. Inspiré de la place des Vosges, l’ensemble architectural devait comprendre un rez-de-chaussée à arcades formant promenoir. Un arc monumental, donnant sur une large rue, fermait la face nord. Les bâtiments étaient destinés à la Bibliothèque, à la Monnaie, à l'Académie et à un hôtel des Ambassadeurs. Des difficultés financières ont mis fin au projet. Un autre, plus modeste, est alors présenté.

### Le projet de 1685

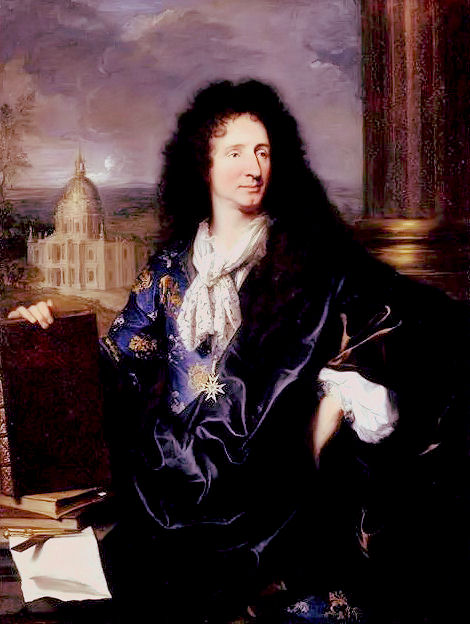
L'architecte Jules Hardouin-Mansart.

En 1685, Louvois reprend l'idée et achète l'hôtel de Vendôme et le couvent des Capucines qui se trouvent alors, au nord de la rue Saint-Honoré. À leurs emplacements, les architectes Jules Hardouin-Mansart et Germain Boffrand proposent de construire une vaste place rectangulaire, entièrement ouverte sur la rue Saint-Honoré et destinée à être bordée de vastes bâtiments publics : bibliothèque royale, hôtel de la Monnaie, hôtel des Académies, hôtel des Ambassadeurs. Au fond de la place, la façade doit être percée d'une arcade monumentale laissant voir le couvent des Capucines, reconstruit au nord de la nouvelle place en 1688.
Les façades sont construites (avant même les bâtiments) et au milieu de la place est érigée une statue équestre en bronze de Louis XIV que Louvois commande à François Girardon. La place prend alors le nom de « place Louis-le-Grand », qu'elle garde jusqu'à la Révolution.

### Le projet de 1699
En 1699, le programme public de 1685 est abandonné au profit d'une opération privée. Le roi vend le terrain à la ville et les façades, qui sont construites pour l'inauguration, sont démolies afin de réduire l'emprise de la place d'une vingtaine de mètres de chaque côté. La nouvelle place est entourée d'hôtels particuliers derrière des façades uniformes, dessinées par Jules Hardouin-Mansart.

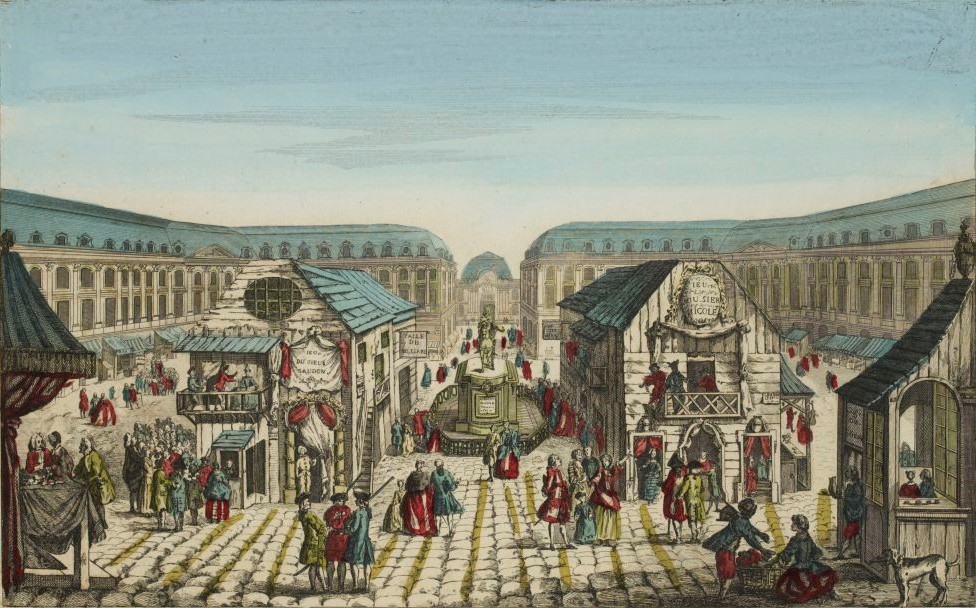
Foire Saint-Ovide vers 1770 par Jacques-Gabriel Huquier, (musée de la Révolution française).

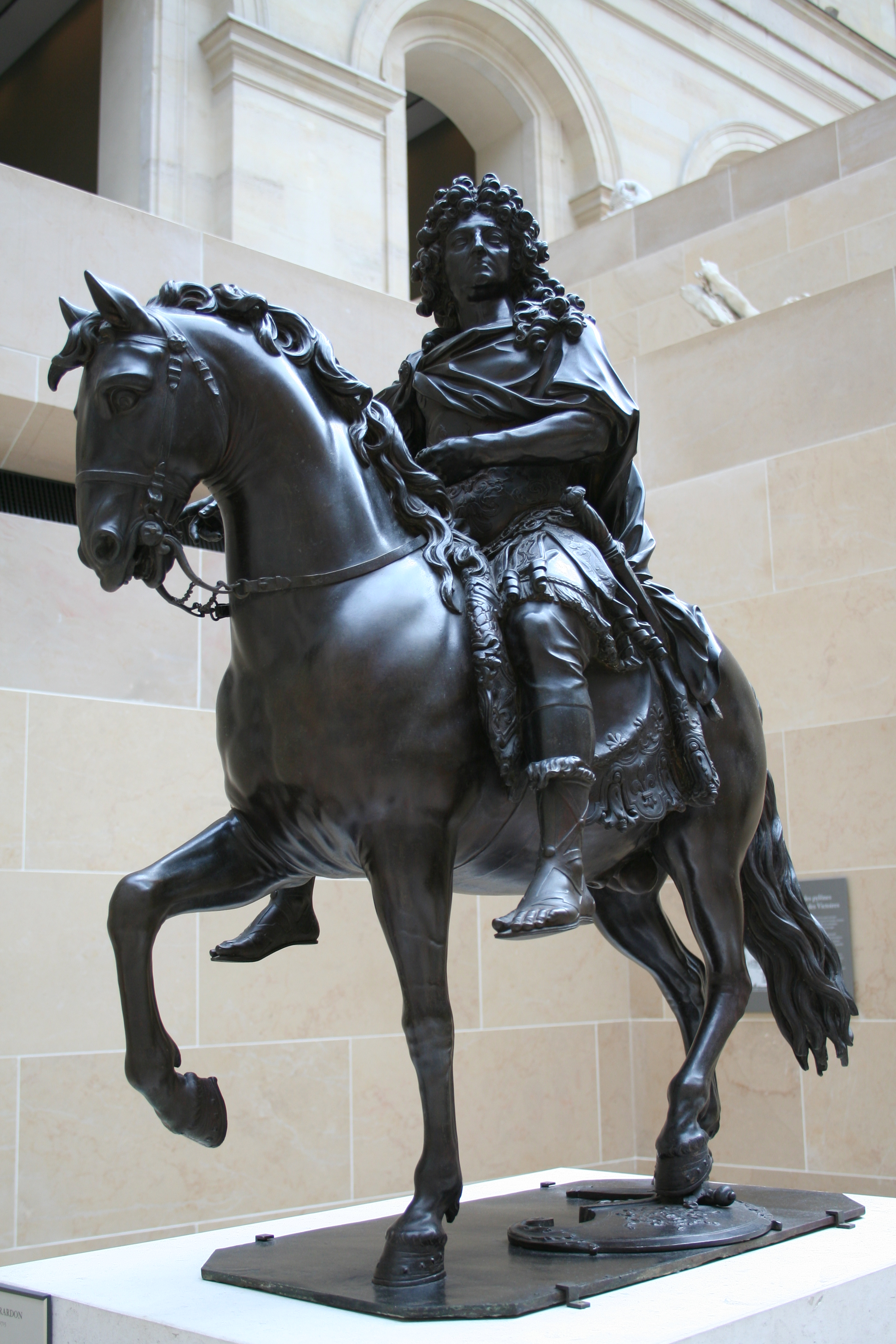
Réduction de la statue équestre de Louis XIV, détruite en 1792.

De plan carré avec des pans coupés aux angles, elle est fermée et traversée par une voie unique nord-sud reliant la rue Saint-Honoré au portail des Capucines. Dépourvus d'arcades au rez-de-chaussée, conformément à leur vocation d'immeubles d'habitation, les nouveaux bâtiments sont couverts d'un toit brisé dont le comble est percé à l'origine d'une alternance d'œils-de-bœuf et de lucarnes (les œils-de-bœuf ont pour la plupart été remplacés par des lucarnes au XIXe siècle).
Cette place qui devait initialement s'appeler « place des Conquêtes » prend finalement le nom de « place Louis-le-Grand » jusqu'à la Révolution.
Au milieu de la place s’élève alors une statue équestre de Louis XIV, inaugurée le 6 août 1699. Le roi y est représenté en chlamyde romaine.
En 1764, la foire Saint-Ovide s'installe sur la place avant d'emménager en 1771 vers la place Louis-XV, future place de la Concorde, en raison du mécontentement général des nouveaux propriétaires des hôtels particuliers. 

### Sous la Révolution

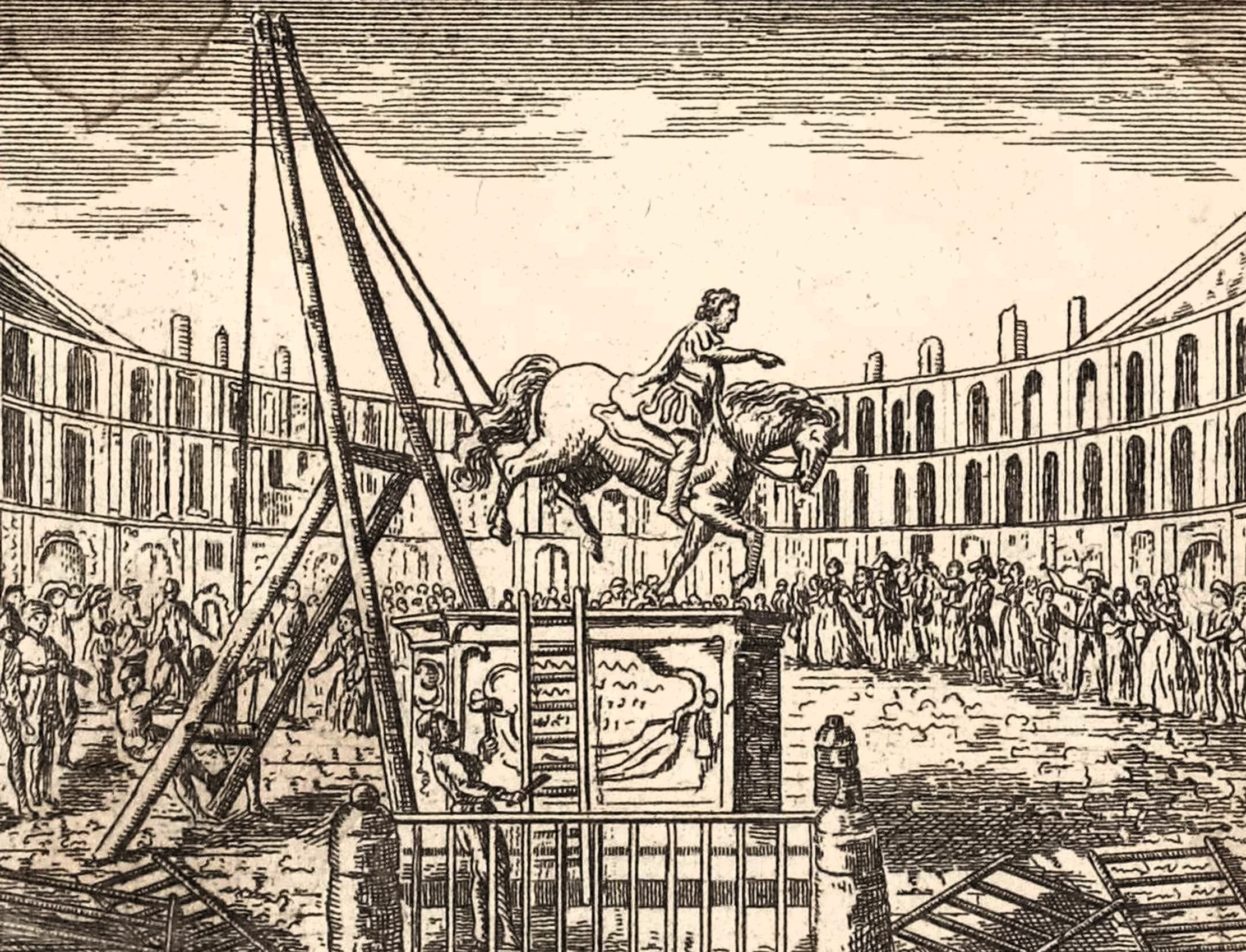
Déboulonnage par les révolutionnaires de la statue équestre de sur la place Vendôme le 10 août 1792.

Le 10 août 1792, lors de l'émeute qui contraint la famille royale qui demeurait au palais des Tuileries à se réfugier à l'Assemblée législative (avant d'être incarcérée à la prison du Temple), la statue de Louis XIV est abattue par la foule. Il en subsiste un pied, conservé dans les collections du musée Carnavalet.
De 1793 à 1799, elle prend le nom de « place des Piques ». Après l'assassinat au Palais-Royal de Louis-Michel Lepeletier de Saint-Fargeau (20 janvier 1793) qui vote la veille, la mort de Louis XVI, le peintre Jacques-Louis David est chargé d'organiser sa cérémonie funèbre.
Au milieu de la place, Louis-Michel Lepeletier de Saint-Fargeau est placé nu et sanglant, recouvert d'un simple drap laissant apparaître sa plaie, sur le socle, dans un grand appareillage néo-antique mis en scène par le peintre.

### L'évolution ultérieure
En 1801, il est décidé l’ouverture d’une voie reliant la place à la rue de Rivoli, nouvellement créée. Elle est nommée rue de Castiglione. En 1806, la rue de la Paix est percée à l'emplacement du couvent des Capucines. Le percement de ces voies bouleverse le système, voulu par Mansart, d’une place à l’écart de la circulation comme la place des Vosges. Il a entraîné la destruction des deux perspectives initiales : au nord, le portail de François II d'Orbay du couvent des Capucines ; au sud, le portail de François Mansart du couvent des Feuillants.

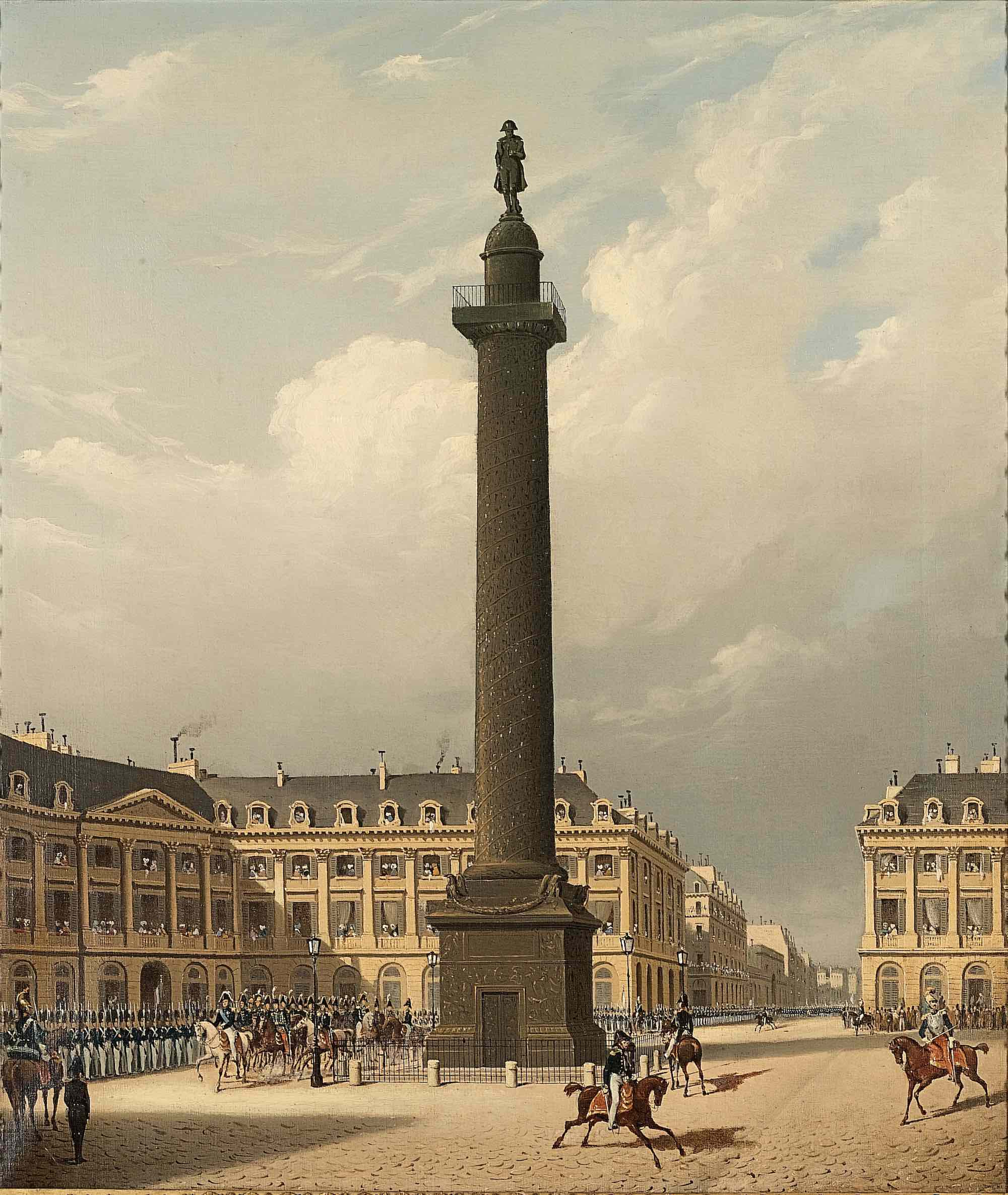
Carlo Canella, Louis-Philippe inaugurant la statue de Napoléon sur la colonne Vendôme, Paris, musée Carnavalet.

La colonne Vendôme est élevée en 1810 à l'emplacement de la statue de Louis XIV, par les architectes Jacques Gondouin et Jean-Baptiste Lepère, à l'imitation de la colonne Trajane de Rome, qui comporte également un bas-relief hélicoïdal. Celui-ci, sculpté par Étienne Bergeret, représente la campagne de 1806. La colonne est surmontée d'une statue de Napoléon en « César » par Antoine-Denis Chaudet. Connue du public sous le nom de colonne Vendôme, elle est initialement nommée colonne d’Austerlitz ou colonne de la Grande-Armée.
Cette première statue est supprimée par Casimir Perier sous la monarchie de Juillet en 1831 pour être remplacée par une statue de Bonaparte en « petit caporal » par Charles Émile Seurre, inaugurée le 28 juillet 1833 par le roi Louis-Philippe Ier à cheval, à la tête de la garde nationale.
En 1829, l’éclairage au gaz, inventé par Philippe Lebon, est installé pour la première fois, à Paris, sur une voie publique.
Une copie de l'effigie d'origine est rétablie en 1864 par une réplique exécutée par Auguste Dumont.
Durant le siège de Paris,  l'état-major de la Garde nationale est installé à l'hôtel de Ségur.
La place est brièvement renommée, « place Internationale » en 1871, pendant la Commune de Paris, durant laquelle la colonne Vendôme est abattue par les communards, qui y voient alors un symbole de la tyrannie et du militarisme de Napoléon Ier.

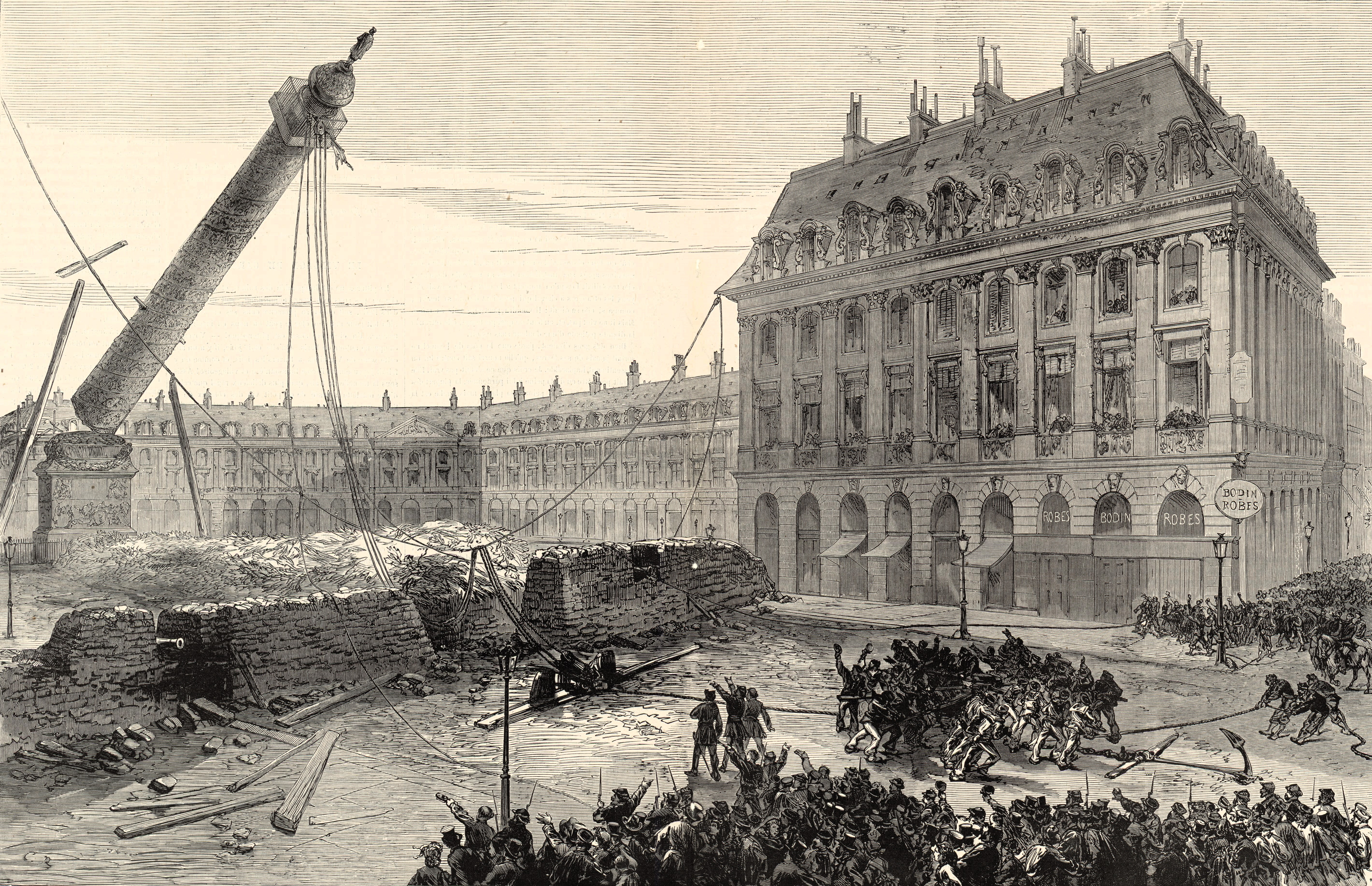
Renversement par les Communards de la colonne Vendôme portant la statue de l'empereur Napoléon Ier, le 16 avril 1871.
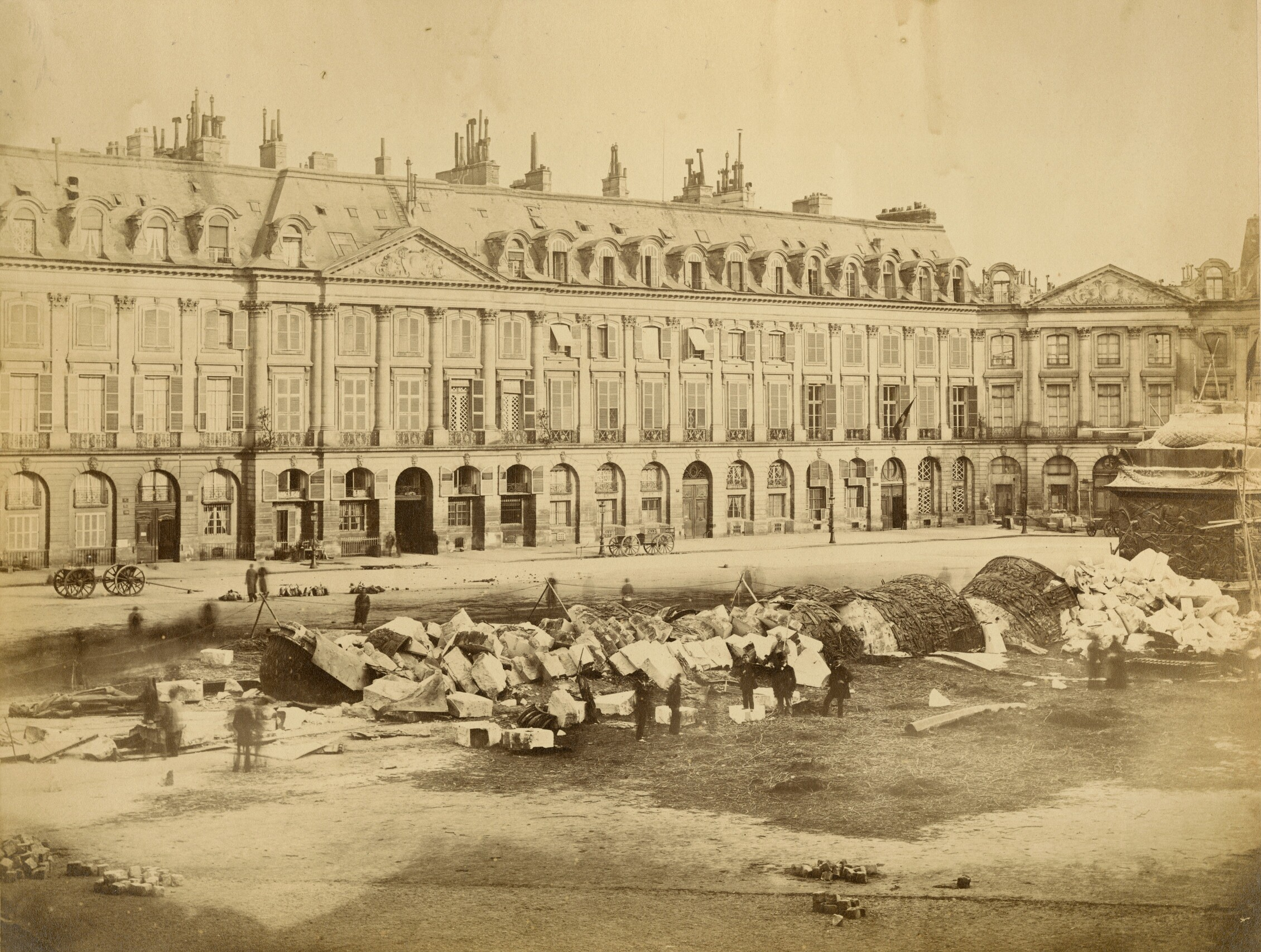
Destruction de la Colonne Vendôme, 1871. Department of Image Collections, National Gallery of Art Library.
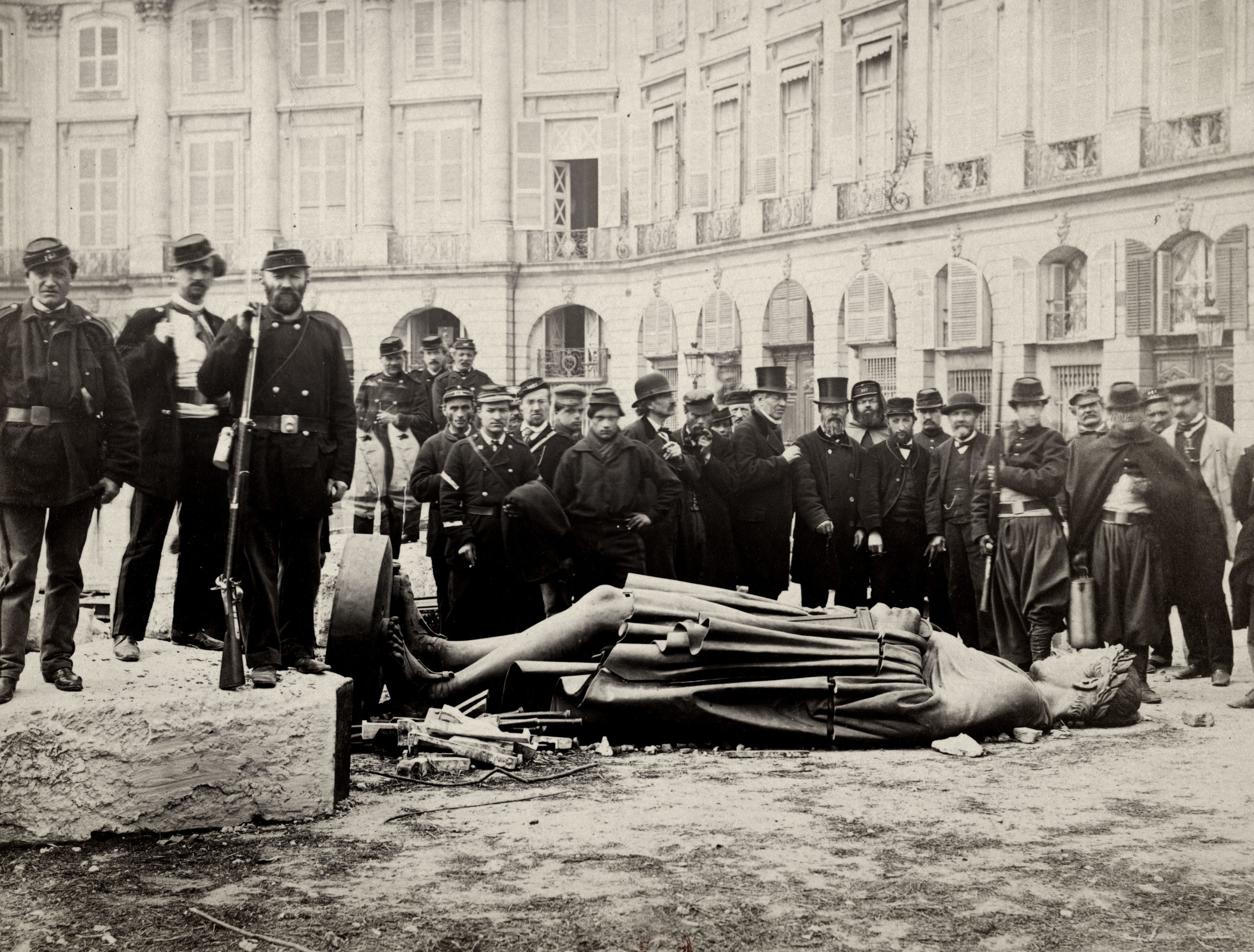
Statue de Napoléon Ier après la chute de la colonne Vendôme, photographie de Bruno Braquehais.
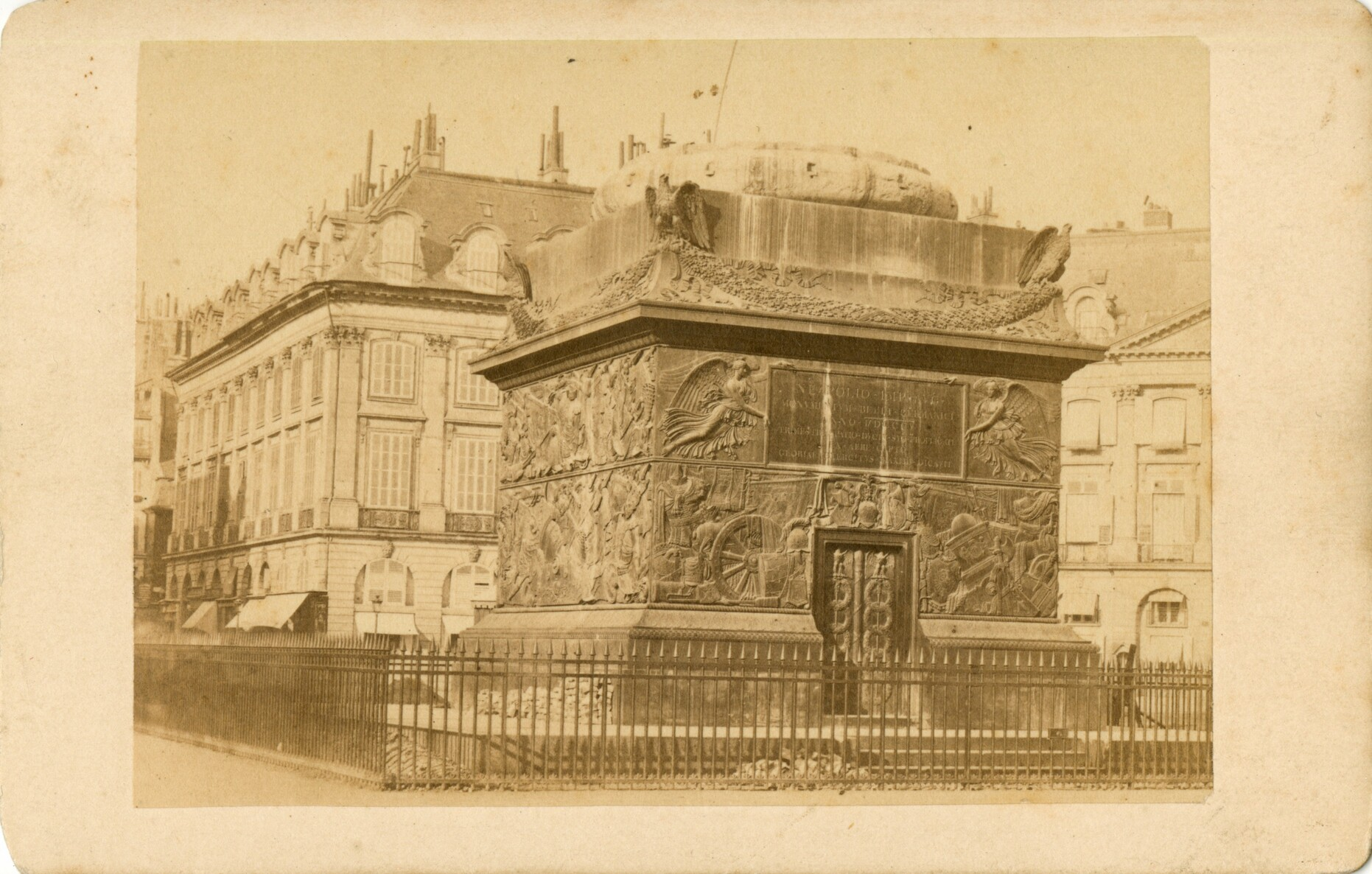
Destruction de la Colonne Vendôme, 1871. Department of Image Collections, National Gallery of Art Library.

En 1873, l'œuvre de Dumont, une fois restaurée, est remise en place.
Le 27 juin 1918, durant la Première Guerre mondiale, le ministère de la Justice, situé au no 13 place Vendôme, ainsi que l'angle de la place avec la rue de Castiglione, sont touchés lors d'un assaut effectué par des avions allemands.

## Bâtiments remarquables et lieux de mémoire
- no 6 : Henri Salvador y a vécu de 1962 à sa mort, en 2008.

### Hôtels particuliers
| | \| - No 1 : Hôtel Batailhe de Francès - No 3 : Hôtel de Coëtlogon - No 5 : Hôtel d'Orsigny - No 7 : Hôtel Lebas de Montargis - No 9 : Hôtel de Villemaré - No 11 : Hôtel de Simiane - No 13 : Hôtel de Bourvallais - No 15 : Hôtel de Gramont - No 17 : Hôtel Crozat - No 19 : Hôtel d'Évreux - No 21 : Hôtel de Fontpertuis - No 23 : Hôtel de Boullongne - No 25 : Hôtel Peyrenc de Moras \| - No 2 : Hôtel Marquet de Bourgade - No 4 : Hôtel Heuzé de Vologer - No 6 : Hôtel Thibert des Martrais - No 8 : Hôtel Delpech de Chaumot - No 10 : Hôtel de La Tour-Maubourg - No 12 : Hôtel Baudard de Saint-James - No 14 : Hôtel de La Fare - No 16 : Hôtel Moufle de La Thuilerie - No 18 : Hôtel Duché des Tournelles - No 20 : Hôtel de Parabère - No 22 : Hôtel de Ségur - No 24 : Hôtel Boffrand - No 26 : Hôtel de Nocé - No 28 : Hôtel Gaillard de La Bouëxière \| |
| - No 1 : Hôtel Batailhe de Francès - No 3 : Hôtel de Coëtlogon - No 5 : Hôtel d'Orsigny - No 7 : Hôtel Lebas de Montargis - No 9 : Hôtel de Villemaré - No 11 : Hôtel de Simiane - No 13 : Hôtel de Bourvallais - No 15 : Hôtel de Gramont - No 17 : Hôtel Crozat - No 19 : Hôtel d'Évreux - No 21 : Hôtel de Fontpertuis - No 23 : Hôtel de Boullongne - No 25 : Hôtel Peyrenc de Moras | - No 2 : Hôtel Marquet de Bourgade - No 4 : Hôtel Heuzé de Vologer - No 6 : Hôtel Thibert des Martrais - No 8 : Hôtel Delpech de Chaumot - No 10 : Hôtel de La Tour-Maubourg - No 12 : Hôtel Baudard de Saint-James - No 14 : Hôtel de La Fare - No 16 : Hôtel Moufle de La Thuilerie - No 18 : Hôtel Duché des Tournelles - No 20 : Hôtel de Parabère - No 22 : Hôtel de Ségur - No 24 : Hôtel Boffrand - No 26 : Hôtel de Nocé - No 28 : Hôtel Gaillard de La Bouëxière |

### Haute-joaillerie et maisons de mode
La place Vendôme est connue de nos jours comme l'emplacement où de nombreux bijoutiers-joailliers réputés ont élu domicile. Après le milieu du XIXe siècle, elle est surtout le lieu de l'élégance parisienne et mondiale. Les clientes arpentent le quartier à la recherche de la plus belle robe, du plus beau chapeau ou des plus beaux bijoux.

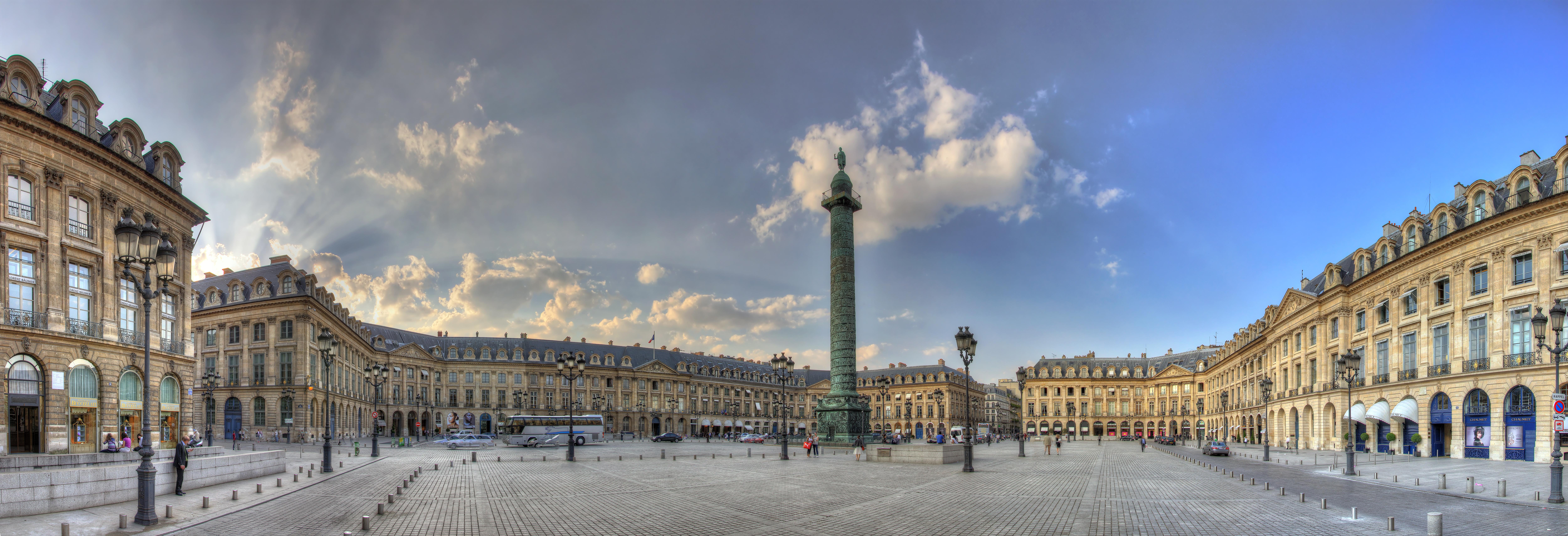
Vue de la colonne et des façades des bâtiments autour.

Initialement, les joailliers-bijoutiers ont investi la rue de la Paix à la suite de la maison de joaillerie Mellerio dits Meller, lorsqu'elle s'y est installée en 1815 au percement de la rue sous le Premier Empire. Prolongeant la rue de la Paix, la place Vendôme est à son tour investie.
En 1858, le couturier Charles Frederick Worth ouvre au 7, rue de la Paix. Son immense succès attire nombre de couturiers, modistes, chapeliers, tailleurs, bottiers, parfumeurs et fait du quartier l'épicentre de la mode, s'étendant également rue de Castiglione. Une des premiers magasins, situé à l’angle ouest de la rue Saint-Honoré, est celui de la maison de couture Aine-Montaillé, fondée en 1863. Jusqu'aux années suivant la Première Guerre mondiale, les maisons de mode restent omniprésentes sur la place, bien que le monde de la mode se soit peu à peu déplacé vers l'avenue d'Antin depuis l'ouverture par Paul Poiret de sa maison de couture quelques années avant.
Le premier bijoutier qui s'installe sur la place est Frédéric Boucheron en 1893. Il désire quitter le quartier du Palais-Royal, pour s'installer près du nouvel Opéra construit par l'architecte Garnier. Il s'établit dans l'hôtel de Nocé, côtoyant la comtesse Virginia de Castiglione, qui quitte son appartement de l'entresol en 1894. Il entraîne dans sa suite plusieurs installations de joailliers sur la rue de Castiglione, au début du siècle suivant.
Il est également suivi par d'autres joailliers et artisans d'art, dont : Louis François Cartier qui s'installe également rue de la Paix, au no 13, en 1899, Joseph Chaumet en 1902, Alfred Van Cleef et Salomon Arpels en 1906, Briquet, Gomper, Lacloche, E. Marchand, ces quatre derniers avant la Guerre, René Boivin, Técla, Mauboussin en 1955, Bvlgari, Repossi et Mikimoto en 1986, Lorenz Bäumer en 1994, Fred en 1999, Courbet en 2018.
Des horlogers se sont installés place Vendôme, comme Piaget en 1991, Patek Philippe en 1995, Pierre Dubail, Chopard en 2003, Breguet en 2006, Rolex en 2008, Hublot et Blancpain deux années plus tard, ainsi que de grandes maisons de mode comme Chanel Joaillerie en 1991 au numéro 18, Dior Joaillerie en 2001, et Louis Vuitton Joaillerie en 2012.

#### Le Comité Vendôme
Le Comité Vendôme est une association française régie par la loi de 1901, réunissant divers acteurs économiques du quartier de la place Vendôme à Paris. Son objectif est de promouvoir et de préserver le rayonnement de ce secteur, notamment dans les domaines de la joaillerie, de l'horlogerie, de l'hôtellerie, de la finance et de l'immobilier[source secondaire souhaitée]. L'association regroupe une centaine de membres, parmi lesquels figurent plusieurs maisons de luxe telles que Cartier, Van Cleef & Arpels, Piaget ou Korloff.

### La place Vendôme au cinéma
- Ariane (1957), de Billy Wilder avec Audrey Hepburn et Gary Cooper.
- Fantomas (1964), d'André Hunebelle, avec Jean Marais et Louis de Funès.
- Le Pacha (1968) de Georges Lautner, avec Jean Gabin.
- Le Cercle rouge (1970), de Jean-Pierre Melville, avec Bourvil, Alain Delon, Yves Montand et Gian Maria Volontè.
- Club de rencontres (1987), de Michel Lang, avec Francis Perrin, Jean-Paul Comart et Valérie Allain.
- Fantôme avec chauffeur (1996), de Gérard Oury, avec Philippe Noiret et Gérard Jugnot.
- Place Vendôme (1998), de Nicole Garcia, avec Catherine Deneuve, Jean-Pierre Bacri, Emmanuelle Seigner et Jacques Dutronc.
- Les Rois mages (2001), de Didier Bourdon et Bernard Campan, avec Pascal Légitimus (Les Inconnus).
- Les Sœurs fâchées (2004), d’Alexandra Leclère.
- Cliente (2008), de Josiane Balasko (scène montrant Patrick avec une cliente).